# ハコネシダ
ハコネシダ(Adiantum monochlamys Eaton)は、シダ植物門ホウライシダ科ホウライシダ属に含まれるシダ植物である。観葉植物として栽培されるホウライシダに似て、丸い小葉を多数つける。

## 特徴
日本に分布。山間の崖に生える。根茎は短く横に這うか斜めに立ち、多数の葉をつける。根茎の表面には黒褐色の毛が密生する。
葉は全体の長さが20-40cm程度になり、その半分か、それよりやや短い葉柄がある。葉柄は基部に鱗片があるがそれより上は無毛で、黒っぽい褐色でつやがあり、硬い。
葉身はよく育つと三回羽状複葉に分かれ、枝先にはすべてほとんど同じ大きさの小葉がつく。小葉は倒卵形で、やや三角がかる。基部側の両側面は平滑で、先端側の曲線には鋸歯が入る。葉質は厚くないが硬く、表面にはつやがなくて緑色、縁はわずかに裏側に巻くようになりがち。
ソーラス（胞子嚢群）は小葉に一つずつ着く。葉の先端が裏側に巻いて偽包膜となるが、見かけではほぼ円形になっている。

## 生育環境など
山間部の岩の側面に生育する。根茎は岩に張り付き、葉を斜め下に垂らすように伸ばす。生育場所はある程度限られており、基質には水が豊富ではないが恐らく霧がかかるような形で湿度が維持される場所に生育する。乾燥時には小葉が両側から丸くなるのが見られる。
本州（主に岩手・秋田県以南）、四国、九州に分布し、国外では朝鮮南部、中国、台湾から知られる。名前は箱根羊歯で、江戸中期にKaempferが神奈川県箱根山で採集して報告したことによる。別名をハコネソウとも。

## 利用
ホウライシダに似て鑑賞価値は高い。しかし栽培は難しい。